# Sonsorol

Flaga Sonsorol

Sonsorol – jeden z szesnastu stanów Palau.
Centrum administracyjnym jest Dongosaru na wyspie Sonsorol. Języki używane w tej jednostce administracyjnej to sonsoroleski, trukic i palau.
Wyspy jednostki administracyjnej Sonsorol, razem z wyspami stanu Hatohobei, tworzą Wyspy Południowo-Zachodnie Palau.
Jednostka administracyjna Sonsrol dzieli się na cztery lokalne wspólnoty, odpowiadające czterem wyspom ją tworzącym. Na każdej z wysp znajduje się jedna miejscowość, z wyjątkiem wyspy Fanna, która jest niezamieszkana. Wspólnoty tworzące stan Sonsorol to:
| Lp. | Wspólnota (wyspa) | Zdjęcie   | Miejscowość        | Powierzchnia (km²) | Liczba ludności (spis z roku 2000)        | Współrzędne                               |
| --- | ----------------- | --------- | ------------------ | ------------------ | ----------------------------------------- | ----------------------------------------- |
| 1   | Fanna             |           | –                  | 0,54               | 0                                         | 5°21′09″N 132°13′32″E/5,352500 132,225556 |
| 2   | Sonsorol          | Dongosaru | 1,36               | 24                 | 5°19′28″N 132°13′16″E/5,324444 132,221111 |                                           |
| 3   | Pulo Anna         |           | Puro               | 0,50               | 10                                        | 4°39′34″N 131°57′49″E/4,659444 131,963611 |
| 4   | Merir             |           | Melieli            | 0,90               | 5                                         | 4°19′27″N 132°18′37″E/4,324167 132,310278 |
|     | Łącznie           |           | Stolica: Dongosaru | 3,30               | 39                                        |                                           |